# Heterusia gratulata
Heterusia gratulata är en fjärilsart som beskrevs av Achille Guenée 1858. Heterusia gratulata ingår i släktet Heterusia och familjen mätare. Inga underarter finns listade i Catalogue of Life.